# Mikhailo Fomenko
Mikhailo Fomenko (ucraïnès: Михайло Іванович Фоменко)  (Mala Ribitsia, 19 de setembre de 1948 - Sumi, 29 d'abril de 2024) va ser un futbolista internacional ucraïnès que va jugar en la posició de defensa, especialment pel Dynamo Kíev, i la Selecció de futbol de la Unió Soviètica. Del 2012 al 2016 va ser l'entrenador de la Selecció de futbol d'Ucraïna.

## Trajectòria

### Com a jugador
Fomenko va començar la seva carrera com a futbolista en 1965 en el FC Spartak Sumy. En 1970 es trasllada al Zarya Voroshilovgrad i en 1972 al Dynamo Kíev, club amb el qual aconsegueix en tres ocasions el campionat soviètic i dues vegades la Copa Soviètica.
En 1975 va guanyar amb el Dynamo Kíev la Recopa d'Europa en final davant el Ferencváros TC i la Supercopa d'Europa.
De 1972 a 1976 Fomenko va ser internacional amb la Selecció de futbol de la Unió Soviètica en la qual va disputar 24 partits, conquistant la medalla de bronze en els Jocs Olímpics de Mont-real 1976.
En 1979, va haver de posar fi anticipadament a la seva carrera com a futbolista a causa d'una lesió en l'esquena.

### Com a entrenador
Després de graduar-se a l'Escola Superior d'entrenadors de Moscou en 1979, Fomenko ha entrenat a nombrosos clubs d'Ucraïna. En 1989 va ascendir al club de Geòrgia Guria Lanchkhuti a la Primera Divisió de la Unió Soviètica, amb el Dynamo Kíev va guanyar la Lliga i la Copa d'Ucraïna en 1993 i en 2001 va arribar a la final de la Copa d'Ucraïna amb el CSKA Kíev el millor resultat en la història del club.
El 26 de desembre de 2012, Fomenko va esdevenir el nou director tècnic de la Selecció de futbol d'Ucraïna com a successor d'Oleh Blokhín. Fomenko assoliment classificar a Ucraïna a l'Eurocopa 2016 a França després de finalitzar en el tercer lloc en el grup de classificació, i derrotar en el repechaje a Eslovènia per un global de 3-1. Fomenko va ampliar el seu contracte per seguir entrenant a Ucraïna en l'Eurocopa 2016 fins al 30 de juliol de 2016. No obstant això, la selecció ucraïnesa va perdre els dos primers partits del torneig i va caure eliminada, per la qual cosa Fomenko va anunciar la seva dimissió.

## Palmarès

### Com a jugador
- Finalista de l'Eurocopa 1972 amb la Selecció de futbol de la Unió Soviètica
- Medalla de bronze en els Jocs Olímpics de 1976 amb l'equip de l'URSS
- Guanyador de la Copa de Campions de Copa de 1975 amb el Dynamo Kíev
- Guanyador de la Supercopa d'Europa 1975 amb el Dynamo Kíev
- Guanyador del Campionat de l'URSS en 1974, 1975 i 1977 amb el Dynamo Kíev
- Guanyador de la Copa de l'URSS en 1974 i 1978 amb el Dynamo Kíev

### Com a entrenador
- Guanyador del campionat d'Ucraïna en 1993 amb el Dynamo Kíev
- Guanyador de la Copa d'Ucraïna en 1993 amb el Dynamo Kíev
- Finalista de la Copa d'Ucraïna en 2001 amb el CSKA Kíev